# برايان مكدونالد
برايان مكدونالد هو لاعب هوكي الجليد كندي، ولد في 23 مارس 1945 في تورونتو في كندا.

## وصلات خارجية
- برايان مكدونالد على موقع دوري الهوكي الوطني (الإنجليزية)
- برايان مكدونالد على موقع قاعة مشاهير الهوكي (لاعب أن.إتش.أل) (الإنجليزية)
- برايان مكدونالد على موقع EliteProspects.com (الإنجليزية)
- برايان مكدونالد على موقع HockeyDB.com (الإنجليزية)
- برايان مكدونالد على موقع Hockey-Reference.com (الإنجليزية)